# Balbina Dam
Balbina Dam (portugisiska: Usina Hidrelétrica de Balbina) är ett vattenkraftverk i Brasilien.   Det ligger i kommunen Presidente Figueiredo och delstaten Amazonas, i den nordvästra delen av landet, 2 000 km nordväst om huvudstaden Brasília. Balbina Dam ligger 23 meter över havet. Arean är 16,5 kvadratkilometer.
Terrängen runt Balbina Dam är huvudsakligen platt. Balbina Dam ligger nere i en dal. Trakten runt Balbina Dam är nära nog obefolkad, med mindre än två invånare per kvadratkilometer..
I omgivningarna runt Balbina Dam växer i huvudsak städsegrön lövskog.